# Chronologie de la Macédoine du Nord
Cette chronologie de l'histoire de la Macédoine nous donne les clés pour mieux comprendre l'histoire de la Macédoine, l'histoire des peuples qui ont vécu ou vivent dans l'actuelle Macédoine du Nord. 

## XXesiècle
- 1913 : la Macédoine du Vardar (partie nord de la Macédoine géographique) est attribuée au royaume de Serbie par le traité de Bucarest.
- 1921-1929 : provinces de Skopje, de Chtip et de Bitola au sein du royaume des Serbes, Croates et Slovènes.
- 1929-1941 : regroupement des trois provinces précédentes avec des régions du sud de la Serbie en une unique Banovine du Vardar, Subdivision du royaume de Yougoslavie province du royaume de Yougoslavie couvrant l'actuelle Macédoine du Nord et une partie de l'est du Kosovo et du sud de la Serbie, afin que les Serbes y soient l'ethnie majoritaire[1].
- 1941 : occupation de la Yougoslavie par les puissances de l'Axe et suppression de la province ; partage de son territoire entre le royaume de Bulgarie, la Serbie occupée par les nazis et l'Albanie contrôlée par l’Italie fasciste.
- 1944 : projet de création d'un État indépendant de Macédoine par l'Allemagne nazie dans les territoires de l'ancien royaume de Yougoslavie occupés par la Bulgarie.
- 1944-1945 : Macédoine démocratique, composante de la Fédération démocratique de Yougoslavie.
- 1945-1963 : république populaire de Macédoine, une des six composantes de la république fédérative populaire de Yougoslavie.
- 1963-1991 : république socialiste de Macédoine, une des six composantes de la république fédérative socialiste de Yougoslavie.
- 8 septembre 1991 : la république de Macédoine proclame son indépendance.

## XXIesiècle
- 2001 : affrontements armés entre l’armée macédonienne et la guérilla albanaise de l’Armée de libération nationale, débouchant sur l’accord d’Ohrid garantissant plus de droits à la minorité albanaise.
- 2005 : la république de Macédoine obtient le statut officiel de candidat à l'Union européenne[2].
- 2008 : la candidature de la Macédoine à l’OTAN est bloquée par la Grèce en raison du conflit sur le nom de la Macédoine.
- 2018 : signature de l’accord de Prespa entre la Macédoine et la Grèce, établissant le nouveau nom officiel de « Macédoine du Nord »[3].
- 2019 : la république de Macédoine devient officiellement la Macédoine du Nord après l’entrée en vigueur de l’accord de Prespa.
- 2020 : la Macédoine du Nord devient membre à part entière de l’OTAN[4].
- 2022 : ouverture des négociations officielles d’adhésion avec l’Union européenne.